# Cena BAFTA za nejlepší mužský herecký výkon v hlavní roli
Filmová cena Britské akademie za nejlepší mužský herecký výkon v hlavní roli je filmová cena za nejlepší mužský herecký počin v hlavní roli udělovaná každý rok Britskou akademií filmového a televizního umění.

## Vítězové

### Nejlepší herec v britském filmu (1952–1967) – Padesátá léta
| Rok  | Herec            | Za výkon ve snímku                                 |
| ---- | ---------------- | -------------------------------------------------- |
| 1952 | Ralph Richardson | Zvuková bariéra (The Sound Barrier)                |
| 1953 | John Gielgud     | Julius Caesar (Julius Caesar)                      |
| 1954 | Kenneth More     | Doktor v domě (Doctor in the House)                |
| 1955 | Laurence Olivier | Richard III. (Richard III)                         |
| 1956 | Peter Finch      | Město jako Alice (A Town Like Alice)               |
| 1957 | Alec Guinness    | Most přes řeku Kwai (The Bridge on the River Kwai) |
| 1958 | Trevor Howard    | Klíč (The Key)                                     |
| 1959 | Peter Sellers    | I'm All Right Jack (I'm All Right Jack)            |

### Šedesátá léta
| Rok  | Herec                | Za výkon ve snímku |
| ---- | -------------------- | --- |
| 1960 | Peter Finch          | Soudní procesy s Oscarem Wildem (The Trials of Oscar Wilde)                                                                       |
| 1961 | Peter Finch          | No Love for Johnnie (No Love for Johnnie)                                                                                         |
| 1962 | Peter O'Toole        | Lawrence z Arábie (Lawrence of Arabia)                                                                                            |
| 1963 | Dirk Bogarde         | Sluha (The Servant) |
| 1964 | Richard Attenborough | Pušky v Batasi, Seance za deštivého odpoledne (Guns at Batasi & Seance on a Wet Afternoon)                                        |
| 1965 | Dirk Bogarde         | Drahoušek (Darling) |
| 1966 | Richard Burton       | Kdo se bojí Virginie Woolfové?, Špión, který přišel z chladu (Who's Afraid of Virginia Woolf & The Spy Who Came in from the Cold) |
| 1967 | Paul Scofield        | Člověk pro každé počasí (A Man for All Seasons)                                                                                   |

### Nejlepší herec v zahraničním filmu (1952–1967) – Padesátá léta
| Rok  | Herec           | Za výkon ve snímku                       |
| ---- | --------------- | ---------------------------------------- |
| 1952 | Marlon Brando   | Viva Zapata! (Viva Zapata!)              |
| 1953 | Marlon Brando   | Julius Caesar (Julius Caesar)            |
| 1954 | Marlon Brando   | V přístavu (On the Waterfront)           |
| 1955 | Ernest Borgnine | Marty (Marty)                            |
| 1956 | François Périer | Gervaisa (Gervaise)                      |
| 1957 | Henry Fonda     | Dvanáct rozhněvaných mužů (12 Angry Men) |
| 1958 | Sidney Poitier  | Útěk v řetězech (The Defiant Ones)       |
| 1959 | Jack Lemmon     | Někdo to rád horké (Some Like It Hot)    |

### Šedesátá léta
| Rok  | Herec                | Za výkon ve snímku                                      |
| ---- | -------------------- | ------------------------------------------------------- |
| 1960 | Jack Lemmon          | Byt (The Apartment)                                     |
| 1961 | Paul Newman          | Biliárový král (The Hustler)                            |
| 1962 | Burt Lancaster       | Ptáčník z Alcatrazu (Birdman of Alcatraz)               |
| 1963 | Marcello Mastroianni | Rozvod po italsku (Divorzio all'italiana)               |
| 1964 | Marcello Mastroianni | Včera, dnes a zítra (Ieri, oggi, domani)                |
| 1965 | Lee Marvin           | Dívka ze Západu, The Killers (Cat Ballou & The Killers) |
| 1966 | Rod Steiger          | Zastavárník (The Pawnbroker)                            |
| 1967 | Rod Steiger          | V žáru noci (In the Heat of the Night)                  |

#### Spojení cen
| Rok  | Herec          | Za výkon ve snímku                                             |
| ---- | -------------- | -------------------------------------------------------------- |
| 1968 | Spencer Tracy  | Hádej, kdo přijde na večeři (Guess Who's Coming to Dinner)     |
| 1969 | Dustin Hoffman | John a Mary, Půlnoční kovboj (John and Mary & Midnight Cowboy) |

### Sedmdesátá léta
| Rok  | Herec            | Za výkon ve snímku |
| ---- | ---------------- | --- |
| 1970 | Robert Redford   | Butch Cassidy a Sundance Kid, Willie Boy, Downhill Racer (Butch Cassidy and the Sundance Kid & Tell Them Willie Boy Is Here & Downhill Racer) |
| 1971 | Peter Finch      | Mizerná neděle (Sunday Bloody Sunday) |
| 1972 | Gene Hackman     | Francouzská spojka, Dobrodružství Poseidonu (The French Connection &The Poseidon Adventure)                                                   |
| 1973 | Walter Matthau   | Charley Varrick, Pete a Tillie (Charley Varrick & Pete 'n' Tillie)                                                                            |
| 1974 | Jack Nicholson   | Čínská čtvrť, Poslední eskorta (Chinatown & The Last Detail)                                                                                  |
| 1975 | Al Pacino        | Kmotr II, Psí odpoledne (The Godfather Part II & Dog Day Afternoon)                                                                           |
| 1976 | Jack Nicholson   | Přelet nad kukaččím hnízdem (One Flew Over the Cuckoo's Nest)                                                                                 |
| 1977 | Peter Finch      | Network (Network) |
| 1978 | Richard Dreyfuss | Děvče pro zábavu (The Goodbye Girl) |
| 1979 | Jack Lemmon      | Čínský syndrom (The China Syndrome) |

### Osmdesátá léta
| Rok  | Herec            | Za výkon ve snímku                              |
| ---- | ---------------- | ----------------------------------------------- |
| 1980 | John Hurt        | Sloní muž (The Elephant Man)                    |
| 1981 | Burt Lancaster   | Atlantic City (Atlantic City)                   |
| 1982 | Ben Kingsley     | Gándhí (Gandhi)                                 |
| 1983 | Dustin Hoffman   | Tootsie (Tootsie)                               |
| 1983 | Michael Caine    | Rita (Educating Rita)                           |
| 1984 | Haing S. Ngor    | Vražedná pole (The Killing Fields)              |
| 1985 | William Hurt     | Polibek pavoučí ženy (Kiss of the Spider Woman) |
| 1986 | Bob Hoskins      | Mona Lisa (Mona Lisa)                           |
| 1987 | Sean Connery     | Jméno růže (The Name of the Rose)               |
| 1988 | John Cleese      | Ryba jménem Wanda (A Fish Called Wanda)         |
| 1989 | Daniel Day-Lewis | Moje levá noha (My Left Foot)                   |

### Devadesátá léta
| Rok  | Herec             | Za výkon ve snímku                                        |
| ---- | ----------------- | --------------------------------------------------------- |
| 1990 | Philippe Noiret   | Bio Ráj (Cinema Paradiso)                                 |
| 1991 | Anthony Hopkins   | Mlčení jehňátek (The Silence of the Lambs)                |
| 1992 | Robert Downey Jr. | Chaplin (Chaplin)                                         |
| 1993 | Anthony Hopkins   | Krajina stínů (Shadowlands)                               |
| 1994 | Hugh Grant        | Čtyři svatby a jeden pohřeb (Four Weddings and a Funeral) |
| 1995 | Nigel Hawthorne   | Šílenství krále Jiřího (The Madness of King George)       |
| 1996 | Geoffrey Rush     | Záře (Shine)                                              |
| 1997 | Robert Carlyle    | Do naha! (The Full Monty)                                 |
| 1998 | Roberto Benigni   | Život je krásný (Life Is Beautiful (La vita è bella))     |
| 1999 | Kevin Spacey      | Americká krása (American Beauty)                          |

### První desetiletí 21. století
| Rok  | Herec                  | Za výkon ve snímku                                |
| ---- | ---------------------- | ------------------------------------------------- |
| 2000 | Jamie Bell             | Billy Elliot (Billy Elliot)                       |
| 2001 | Russell Crowe          | Čistá duše (A Beautiful Mind)                     |
| 2002 | Daniel Day-Lewis       | Gangy New Yorku (Gangs of New York)               |
| 2003 | Bill Murray            | Ztraceno v překladu (Lost in Translation)         |
| 2004 | Jamie Foxx             | Ray (Ray)                                         |
| 2005 | Philip Seymour Hoffman | Capote (Capote)                                   |
| 2006 | Forest Whitaker        | Poslední skotský král (The Last King of Scotland) |
| 2007 | Daniel Day-Lewis       | Až na krev (There Wil Be Blood)                   |
| 2008 | Mickey Rourke          | Wrestler (The Wrestler)                           |
| 2009 | Colin Firth            | Single Man (A Single Man)                         |

### Druhé desetiletí 21. století
| Rok  | Herec             | Za výkon ve snímku                      |
| ---- | ----------------- | --------------------------------------- |
| 2010 | Colin Firth       | Králova řeč (The King's Speech)         |
| 2011 | Jean Dujardin     | Umělec (The Artist)                     |
| 2012 | Daniel Day-Lewis  | Lincoln (Lincoln)                       |
| 2013 | Chiwetel Ejiofor  | 12 let v řetězech (12 Years a Slave)    |
| 2014 | Eddie Redmayne    | Teorie všeho (The Theory of Everything) |
| 2015 | Leonardo DiCaprio | Revenant Zmrtvýchvstání (The Revenant)  |
| 2016 | Casey Affleck     | Místo u moře (Manchester by the Sea )   |
| 2017 | Gary Oldman       | Nejtemnější hodina (Darkest Hour)       |
| 2018 | Rami Malek        | Bohemian Rhapsody (Bohemian Rhapsody)   |
| 2019 | Joaquin Phoenix   | Joker (Joker)                           |

### Třetí desetiletí 21. století
| Rok  | Herec           | Za výkon ve snímku                             |
| ---- | --------------- | ---------------------------------------------- |
| 2020 | Anthony Hopkins | Otec (The Father)                              |
| 2021 | Will Smith      | Král Richard: Zrození šampiónek (King Richard) |
| 2022 | Austin Butler   | Elvis (Elvis)                                  |
| 2023 | Cillian Murphy  | Oppenheimer (Oppenheimer)                      |
| 2024 | Adrien Brody    | Brutalista (The Brutalist)                     |